# Roncus numidicus
Espèce
Roncus numidicus est une espèce de pseudoscorpions de la famille des Neobisiidae.

## Distribution
Cette espèce est endémique d'Algérie. Elle se rencontre vers Akfadou.

## Étymologie
Son nom d'espèce lui a été donné en référence au lieu de sa découverte, la Numidie.

## Publication originale
- Callaini, 1983 : Contributo alla conoscenza degli Pseudoscorpioni d'Algeria (Arachnida). Notulae Chernetologicae XVI. Animalia (Catania), vol. 10, no 1/3, p. 211-235.